# Московский сельсовет (Хакасия)
Московский сельсовет — сельское поселение в Усть-Абаканском районе Хакасии.
Административный центр — село Московское.

## История
Статус и границы сельского поселения установлены Законом Республики Хакасия от 15 октября 2004 года № 73 «Об утверждении границ муниципальных образований Таштыпского района и наделении их соответственно статусом муниципального района, сельского поселения»

## Население
| 2002  | 2010  | 2012  | 2013  | 2014  | 2015  | 2016  |
| ----- | ----- | ----- | ----- | ----- | ----- | ----- |
| 1632  | ↘1427 | ↘1425 | ↗1430 | ↘1405 | ↗1406 | ↘1386 |
| 2017  | 2018  | 2019  | 2020  | 2021  |       |       |
| ↘1380 | ↗1383 | ↘1366 | ↘1333 | ↗1505 |       |       |

## Состав сельского поселения
| № | Населённый пункт | Тип населённого пункта       | Население |
| - | ---------------- | ---------------------------- | --------- |
| 1 | Ковыльная        | деревня                      | ↘161      |
| 2 | Московское       | село, административный центр | ↘1113     |
| 3 | Мохов            | аал                          | ↘153      |

## Местное самоуправление
Администрация
с. Московское, ул. Советская,  30
Глава администрации
- Гриневич Екатерина Николаевна